# 沃克 (亞利桑那州)
沃克（英語：Walker）是位於美國亞利桑那州亞瓦派縣的一個非建制地區。該地的面積和人口皆未知。

## 地理
沃克的座標為34°27′21″N 112°22′42″W / 34.45583°N 112.37833°W，而該地的平均海拔高度為1917米（即6289英尺）。